# Nice Guys Finish Last
«Nice Guys Finish Last» es el cuarto y último sencillo del álbum Nimrod, de la banda estadounidense de Punk rock, Green Day. Fue la canción número uno dentro del álbum. Además, apareció en la banda sonora de la película Varsity Blues, lo cual la hizo acreedora a un premio MTV por "Mejor canción en una película".

## Video musical
En el vídeo fue dirigido por Evan Bernard. En este aparece la banda tocando la canción en una cancha de fútbol de Estados Unidos, parodiando al equipo Green Bay, que tiene un nombre similar al de la banda.

## Lista de canciones
| Sencillo en CD |                                            |          |  |
| N.º            | Título                                     | Duración |  |
| 1.             | «Nice Guys Finish Last»                    | 2:49     |  |
| 2.             | «Good Riddance (Time of Your Life)» (Live) | 2:08     |  |
| 3.             | «The Grouch» (Live)                        | 2:24     |  |
| 4.             | «She» (Live)                               | 2:24     |  |

| CD Promocional |                         |          |  |
| N.º            | Título                  | Duración |  |
| 1.             | «Nice Guys Finish Last» | 2:49     |  |